# NBA 2K18
NBA 2K18 est un jeu vidéo de simulation de basket développé par Visual Concepts et publié par 2K Sports . Il s’agit du 19ème versement de la franchise NBA 2K , du successeur de NBA 2K17 et du prédécesseur de NBA 2K19 . Il est sorti le 19 septembre 2017 pour Microsoft Windows , Xbox One , PlayStation 4 , Xbox 360 , iOS , Android , PlayStation 3 et Nintendo Switch . La pré-commande le donne le 15 septembre 2017. Kyrie Irving de Boston Celtics sert d’athlète de couverture pour l’édition régulière du jeu, Shaquille O'Neal est l’athlète de couverture pour les éditions spéciales et DeMar DeRozan des Raptors de Toronto est l’athlète de couverture du match au Canada. Bien que membre des Cleveland Cavaliers lors de la sélection de la couverture, Irving a été échangé aux Celtics de Boston avant la sortie du jeu. En conséquence, une nouvelle couverture représentant Irving portant l'uniforme des Celtics a été révélée à côté de la couverture d'origine. Ce fut le dernier volet de la série à être publié pour la Xbox 360 et la PlayStation 3.
NBA 2K18 , comme les jeux précédents de la série, est basé sur le sport du basketball; plus précisément, il simule l'expérience de la National Basketball Association (NBA). Plusieurs modes de jeu sont présents, y compris les modes de gestion d'équipe MyGM et MyLeague, qui ont été une importance considérable pendant le développement, et MyCareer, dans lequel le joueur crée et joue à travers la carrière de son propre joueur. Le jeu propose une bande son sous licence composée de 49 chansons.

## Système de jeu
NBA 2K18 est un jeu de simulation de basket - ball qui, comme les jeux précédents de la série, s'efforce de représenter de manière réaliste la National Basketball Association (NBA), ainsi que de présenter des améliorations par rapport aux précédents. Le joueur joue principalement des matchs de NBA avec des joueurs et des équipes de la vie réelle ou personnalisés; les jeux suivent les règles et les objectifs des jeux de la NBA. Plusieurs modes de jeu sont présents et de nombreux paramètres peuvent être personnalisés. En termes de commentaires, Kobe Bryant et Kevin Garnett apparaissent en tant que commentateurs invités.
Outre les équipes et les joueurs de la saison en cours, les matchs précédents de la série ont rassemblé des équipes de la NBA d'époques antérieures, telles que les Chicago Bulls de 1995 à 1996 et les Boston Celtics de 1985 à 1986 . NBA 2K18 ajoute 17 autres équipes de ce type, dont les Nuggets de Denver 2007-2008 et les Knicks de 1998-1999 , ainsi que des équipes «All-Time Teams» (équipes de tous les temps), composées des meilleurs joueurs de leur histoire.
MyCareer, un élément essentiel de la série, revient parmi les modes de jeu disponibles. MyCareer est un mode de carrière dans lequel le joueur crée son propre joueur de basketball personnalisable et joue tout au long de sa carrière. Le mode propose un scénario qui se déroule pendant que le joueur participe à des jeux aussi bien qu’à des activités hors-terrain. Les outils de création ont été révisés - de nouvelles coiffures et archétypes corporels sont à la disposition du joueur, entre autres.
Les modes de jeu MyGM et MyLeague qui reviennent dans le jeu et qui confient au joueur la gestion de toutes les opérations de basket-ball d'une équipe spécifique ont été mis en avant lors du développement. MyGM est davantage axé sur le réalisme, alors que MyLeague offre davantage d'options de personnalisation. Le mode MyGM tente d'introduire plus d'interactions de style cinématiques que les jeux précédents pour tenter de donner au mode un scénario, surnommé 'The Next Chapter', similaire au mode MyCareer de la série. En outre, plusieurs ajouts ont été apportés au mode correspondant à la dernière convention collective de la NBA , et la NBA G League , l'organisation officielle de la NBA pour les ligues de basketball mineur, est présente.
NBA 2K18 à nouveau, pour la sixième fois de la série, présente le mode MyTeam, un mode basé sur l’idée de construire l’équipe de basket ultime et de gérer une collection de cartes à collectionner virtuelles . Les joueurs s'assemblent et jouent avec leur équipe dans des compétitions de type tournoi de basketball contre des équipes de joueurs dans plusieurs formats différents. Les actifs d’une équipe sont acquis par divers moyens, notamment les paquets de cartes aléatoires et la maison de vente aux enchères. La monnaie virtuelle (VC) est largement utilisée dans le mode.

Le jeu introduit une nouvelle fonctionnalité dans la série, Quartiers, qui est liée aux modes de jeu MyCareer, MyPark et ProAm du jeu. En plus de permettre l'accès aux modes susmentionnés, les quartiers présentent un design en monde ouvert que les joueurs peuvent explorer tout en interagissant avec d'autres joueurs. Plusieurs activités peuvent être complétées pour augmenter les attributs et le joueur peut acheter des objets.  L'émission d' avant-match 2K Sports est revenue avec les hôtes Ernie Johnson , Shaquille O'Neal et Kenny "The Jet" Smith . Les principaux commentateurs du jeu sont Kevin Harlan et Greg Anthony, avec des voix supplémentaires de Doris Burke ,Clark Kellogg , Steve Smith , Chris Webber et Brent Barry . Le journaliste de touche est D

## Accueil
- Famitsu : 33/40[1]
- Jeuxvideo.com : 17/20[2]

## Développement
NBA 2K18 a été officiellement confirmé en janvier 2017 pour une sortie le 19 septembre 2017. Les joueurs qui pré-commandent le jeu le reçoivent le 15 septembre 2017. Il est le premier jeu de la série à être disponible sur la Nintendo Switch,,. Il est également disponible pour la PlayStation 4, PlayStation 3, Xbox One, Xbox 360 et Microsoft Windows. Kyrie Irving des Celtics de Boston apparaît sur la couverture de l'édition basique du jeu,. Shaquille O'Neal apparaît sur la jaquette de l'édition spéciale,,. O'Neal était déjà sur la couverture de NBA 2K6 et NBA 2K7,.